# Herberts Cukurs
Herberts Albert Cukurs (Liepāja, 17 de mayo de 1900 - Shangrilá, 23 de febrero de 1965) fue un aviador letón y colaborador nazi. Se desempeñó como subcomandante del Comando Arajs, una unidad colaboracionista que llevó a cabo las mayores masacres de judíos letones durante el Holocausto. Aunque Cukurs nunca fue juzgado, los relatos de múltiples supervivientes del Holocausto lo vinculan creíblemente con la supervisión personal y la comisión de crímenes de guerra y de lesa humanidad durante la ocupación alemana de Letonia. Sus crímenes incluyeron fusilar a niños y bebés judíos en cautiverio, quemar vivos a prisioneros, y agredir sexualmente a mujeres judías.
Dos décadas después de la Segunda Guerra Mundial, Cukurs fue identificado en Brasil por un superviviente del Holocausto, quien intentó alertar a las autoridades tras ver su rostro en la portada de una revista. Tras el descubrimiento, Cukurs fue investigado y, en 1965, asesinado en Uruguay por cazadores de nazis que trabajaban para el Mossad, la agencia de inteligencia nacional de Israel, en Shangrilá, un balneario próximo a Montevideo.

## Hazañas aéreas
Cukurs era natural de Liepāja, a unos 170 kilómetros al suroeste de Riga, la capital letona. Se hizo famoso mundialmente por los raids (vuelos de larga distancia) que realizó en los años 30, cuando escribió su nombre y el de su país en la historia de la aviación mundial, lo que le hizo ser conocido como «el Lindbergh báltico».
- En 1933, con un avión diseñado y construido por él mismo, parte de Riga (Letonia) hacia Banjul (Gambia) y vuelve, en un viaje de más de 19.000 km.[5]
- En 1936, de nuevo con un avión diseñado y construido por él mismo, parte de Riga (Letonia) hacia Tokio (Japón), y vuelve, en un vuelo de 40.045 km.[6]

## Participación en el Holocausto
Al parecer, Cukurs integró junto al Mayor Victor Arajs como miembro de la policía auxiliar letona, los grupos antisemitas que apoyaron al llamado "Kommando Arajs" y el mismo reconocería en los años 50 su implicación en el nazismo.
Después de la guerra, testigos que sobrevivieron informaron que Cukurs había estado presente durante la evacuación del Gueto.
Después de la guerra, Cukurs emigró a Brasil a través de Francia, y allí estableció en la ciudad de São Paulo un negocio de vuelos panorámicos.

## El fin
Herbert Cukurs fue identificado por miembros del Mosad en Brasil y, con la falsa intención de montar un negocio en Uruguay, los ejecutores estuvieron por varios días antes de la muerte en un chalet "casa de veraneo" que se alquilaba por temporada en donde se ejecutó a Cukurs localizada en la calle Colombia, Shangrilá, en el departamento de Canelones, a unos 18 kilómetros de Montevideo. Viajaban en escarabajos del año alquilados y hablaban español con un ligero acento difícil de definir. No llamaban la atención porque era un balneario en el cual la población del lugar estaban acostumbrados a turistas. Le llevaron a ese país y el 23 de febrero de 1965 en ese sitio lo asesinaron dejándolo dentro de un baúl en dicha casa, dejando una nota que decía "Aquellos que nunca olvidan". El escritor uruguayo Fernando Butazzoni estudió el caso durante varios años y en 2020 publicó la novela Los que nunca olvidarán, en la que revela los nombres de los colaboradores en Montevideo del comando encargado de su asesinato. Su caso es el único, además del de Adolf Eichmann, que ha sido reivindicado por el Mossad.

## Conclusiones sobre su participación en el Holocausto
Las acusaciones sobre la participación de Cukurs en las atrocidades cometidas durante la Segunda Guerra Mundial le hicieron ganarse el apodo de "el verdugo de Riga" entre los supervivientes del Holocausto.
En la actualidad, en Letonia, parte de la opinión pública está a favor de la exoneración de culpa de Cukurs. Por ejemplo, hay una exhibición en Riga en honor del héroe nacional Herberts Cukurs, en la que su actuación en el Comando Arajs es considerada inocente.